# Raeco
Raeco az Amerikai Egyesült Államok északnyugati részén, Washington állam King megyéjében elhelyezkedő önkormányzat nélküli település.
Raeco postahivatala 1907 és 1911 között működött.. A Raeco elnevezés a Rhodes, Appel és Earnest nevek összevonásával keletkezett. 

## Fordítás
- Ez a szócikk részben vagy egészben  a   Raeco, Washington című angol Wikipédia-szócikk ezen változatának fordításán alapul.  Az eredeti cikk szerkesztőit annak laptörténete sorolja fel. Ez a jelzés csupán a megfogalmazás eredetét és a szerzői jogokat jelzi, nem szolgál a cikkben szereplő információk forrásmegjelöléseként.